# L'Ami du clergé
L'Ami du clergé est une revue hebdomadaire de langue française à caractère encyclopédique publiée à Langres entre 1878 et 1969 (date où elle est devenue Esprit & Vie avant de disparaitre complètement en 2011).
Tirant à plus de dix mille exemplaires, cette revue était destinée à compléter et à actualiser la formation du clergé, sur « toutes les questions dogmatiques, morales, liturgiques, théologiques, sur le droit canon, les Écritures saintes, la patrologie, l'Histoire sainte », dit le frontispice, mais aussi scientifiques, sociales et ecclésiastiques nécessaires pour combattre le mouvement anticlérical commencé avec la chute du Second Empire et la proclamation de la IIIe République.

## Historique
La revue a été créée en 1878 à Paris par deux laïcs, Victor Palmé, éditeur religieux d'art à Paris, et Pierre Maitrier, qui s'établira comme imprimeur éditeur à Langres, 1, rue Pierre Durand, après avoir été chez Firmin-Didot à Paris.
L'Ami du clergé était à l'origine un supplément du journal L'Univers, ce qui la plaçait sous un double patronage et une double vocation: celui de l'encyclopédisme de Jacques-Paul Migne qui avait été le fondateur de L'Univers, et celui de l'ultramontanisme de Louis Veuillot qui en était devenu le directeur, et dont l'éditeur était Victor Palmé.
L'abbé Migne avait déjà publié un journal hebdomadaire in-12°, La Vérité canonique liturgique, historique, bibliographique, anecdotique, dont le prospectus annonçait le 6 avril 1861 que son intention était de "rendre service au clergé en répondant à ses besoins et à ses questions en matière de liturgie, de discipline ecclésiastique", dans un format portatif qui complétera les immenses collections. Il avait cessé de paraître en 1867, quelques semaines avant l'incendie criminel du 12 février 1868. C'est ce programme que L'Ami du clergé va reprendre et parfaitement bien réaliser.
L’imprimerie du Petit Montrouge à Paris ayant été détruite, les œuvres de Veuillot étaient imprimées par Victor Palmé sur les presses de la Société générale de librairie qui s'était spécialisée dans l'édition de luxe, fut vendue et cessa ses activités en 1898. Une partie avait été transférée à Langres, ce qui donna lieu à la création en 1878 d’un premier supplément mensuel au journal L'Univers.
Le titre Ami du clergé, avait été repris de l'essai L'Ami du clergé et des hommes religieux, ou Mémoires pour servir à l'histoire ecclésiastique, politique et littéraire, publié en 1844 à Paris par l'avocat Mathieu Henrion (1805-852), qui dirigeait depuis 1840 le journal L'Ami de la religion et du roi, journal ecclésiastique, politique et littéraire, édité à Paris depuis 1808 par Adrien Le Clère. Un Ami du clergé et de la noblesse avait déjà été publié entre 1790 et 1791, par un député. Le mot ami est typique des organes la contre-révolution, comme L'Ami du roi, qui parodiaient le nom des clubs auxquels ils s'opposaient comme les Amis de la Constitution, les journaux comme L'Ami du peuple de Marat, tout cela étant issu de la Société des amis.
François Perriot (1839- 25 mai 1910), supérieur du Grand séminaire, comprit l’importance de l'Ami du clergé, prit sa retraite en 1892 et devient alors en rédacteur en chef de la revue qu'il transforma en une sorte de Journal officiel du Clergé paroissial de France. Il est honoré de la prélature en 1906 par le pape Pie X.
En 1888, Firmin Dangien, rachète le titre de l'Ami du Clergé et le chanoine Louis Denis (Saint-Thiébault 1841-1892), chancelier de l’évêché de Langres, devient directeur et contribue à la fondation de la Croix de la Haute-Marne dont il devint rédacteur jusqu'à sa mort en 1892.
En 1902, l'abbé Perriot est remplacé par l'abbé Antoine Rozier (Gonaincourt 1872-1955), chanoine de Langres qui deviendra protonotaire apostolique.
L'imprimerie Maitrier & Courtot de Langres se chargera aussi de la création en 1889 de la Croix de la Haute-Marne qui était un supplément du journal La Croix.
L'Ami du Clergé a été publiée sous ce titre désuet jusqu'à l'époque de mai 1968, et de sa reprise 1969 par les Éditions du Cerf qui lui ont fait adopter un titre plus moderne : Esprit & Vie.
Sa publication s'arrête en octobre 2011.

## Le contenu
En plus d'être un journal quasi-officiel du clergé de France et un organe militant, L'Ami du clergé se donnait comme vocation de faire connaître et de promouvoir le catholicisme social et plus généralement toutes les œuvres littéraires, scientifiques, philosophiques, ou historiques inspirées par la religion catholique, mais sans chercher à entretenir des polémiques, contrairement à Louis Veuillot.

## Les suppléments
L'Ami du clergé, revue de toutes les questions ecclésiastiques, comportait
- à partir de 1888 un premier supplément intitulé L'Ami du clergé paroissial, qui proposait des modèles de sermons et d'oraison, pour chaque jour de l'année et chaque occasion.
- à partir de 1894, un second supplément intitulé La jurisprudence ecclésiastique au presbytère, destiné à informer des questions de jurisprudence civile et canonique intéressant le clergé. En particulier, il proposait une analyse de la jurisprudence sur les problèmes posés par la nouvelle législation de sécularisation des biens du clergé et du bannissement des congrégations.

Elle comporte aussi des tables décennales publiées à Langres en 1879-1888 ; 1889-1898 ; 1899-1908 ; 1909-1923 ; 1924-1933 ; 1934-1950.